# 安哈尔特亲王国
安哈爾特亲王国（德語：Fürstentum Anhalt）是神聖羅馬帝國的一個邦国，位於德國中部，今天是薩克森-安哈爾特聯邦州的一部分。
在阿斯坎尼王朝的統治下，安哈爾特領地於1212年從德意志部落公國的薩克森公國中分離出來，並授予伯爵亨利一世，亨利一世於1218年再被提升為神聖羅馬帝國的亲王。阿斯坎尼王朝從中世紀盛期到近代早期的統治期間，安哈爾特曾多次分裂成多個世系，直到1806年帝國解體后，拿破崙同時將剩下的安哈尔特-贝恩堡、安哈爾特-德紹和安哈爾特-科滕三國都升為公國。

## 地理
安哈爾特領土西起哈茨山脈，東至易北河，並涵蓋整個弗萊明荒原。自1315年失去安哈爾特-阿舍斯萊本之後，仍屬安哈爾特，位於巴倫施泰特周邊的土地形成了安哈爾特位於西部的飛地。後來的公國總面積為906平方英里（2,300平方公里）。
安哈爾特西部地區地勢起伏，最西北端的山脈地帶為哈茨山脈的一部分，區內最高峰為拉姆貝格峰，其海拔為1,900英尺（579公尺）。從哈茨山脈開始，地勢從西至東緩緩下降，直到薩勒河畔，而薩勒河與易北河之間的土地特別肥沃。易北河以東，土地大部分為平坦的沙質平原，有一大片松樹林，當中零散分佈著沼澤地和肥沃的牧場。易北河是區內的主要河流，從東向西貫穿舊公國東部，在羅斯勞與穆爾德河匯合。可通航的薩勒河向北流經安哈爾特中部地區，右側有富訥河，左側有維珀河和博德河。
安哈爾特地區的氣候整體溫和，但西南部較高海拔屬哈茨山脈的地區，氣候相對寒冷。

## 歷史

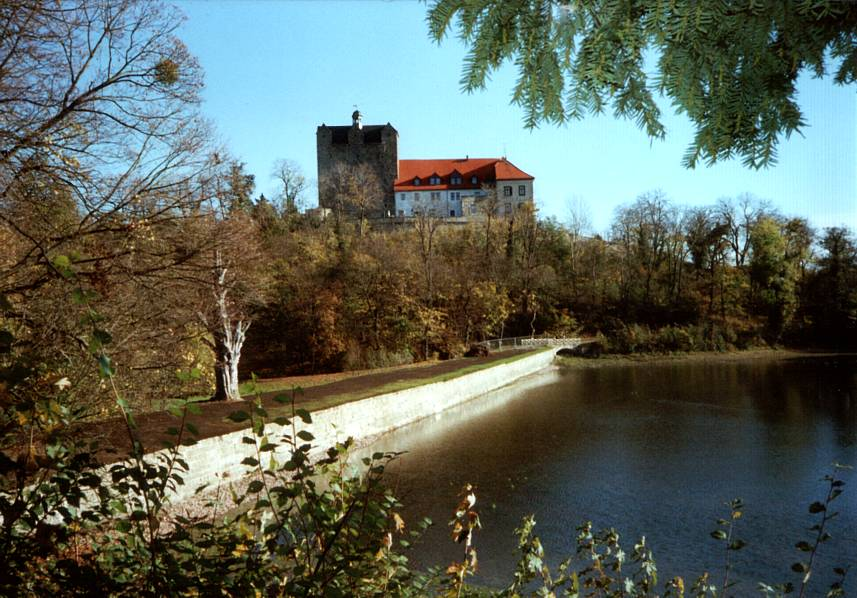
巴倫施泰特城堡

自9世紀起，安哈爾特的西部地區，其東至易北河和薩勒河的部分，都歸屬於古薩克森公國東部奥斯特法倫地區的施瓦本大區。11世紀起，該地區被巴倫施泰特伯爵埃西科（卒於1059年或1060年）所統治，其名字首次見於皇帝康拉德二世於1036年在蒂勒達所簽發的一份契約之中。關於埃西科的身份，他可能是薩克森東部邊疆藩侯厄德的後裔，厄德在前薩克森東部邊疆區的施瓦本大區巴倫施泰特周邊，以及毗鄰的塞里蒙特大區都擁有大片自主地。 
埃西科伯爵的爵位隨後由其子巴倫施泰特伯爵阿達爾貝特二世繼承，後者同時兼任家族於薩克森諾圖林大區，以及東部邊疆區內其他領地的伯爵。阿達爾貝特二世後來加入反抗國王亨利四世的薩克森叛亂，並於1080年在與康拉德斯堡埃格諾二世的衝突中被殺。他的兒子富爵奧托自1106年起以「巴倫施泰特伯爵」的身份開始見於文獻之中。1112年，時任皇帝亨利五世暫時剝奪了敘普林根堡的洛泰爾薩克森公爵的頭銜，這時候奧托被亨利五世選中短暫封為薩克森公爵。但後來洛泰爾與亨利五世和解，奧托不久後不得不宣佈放棄薩克森公國。1115年皇帝與薩克森叛軍進行威爾福索斯戰役的前夕，奧托率軍攻打波拉比安斯拉夫人的聚居地，佔領了采爾布斯特周邊的大片土地，一直延伸至由赫維勒人王公統治的赫維勒部落聚居地。 

### 安哈爾特伯國
伯爵奧托於1123年去世前，在哈茨格羅德附近的哈茨山區建造了安哈爾特城堡，奧托並似乎是首位獲得「安哈爾特伯爵」頭銜的人。奧托之子就是日後有名的大熊阿爾布雷希特，阿爾布雷希特曾被薩克森公爵洛泰爾暫時任命為薩克森東部邊疆區（或盧薩蒂亞邊疆區）藩侯，但他難以再進一步奪取薩克森公爵的頭銜。阿爾布雷希特始終無法戰勝韋爾夫家族的薩克森公爵獅子亨利，當他意識到無法只靠自身的力量征服整個薩克森之後，他最終決定與獅子亨利和解，並放棄薩克森公爵稱號和對薩克森公國的聲索。儘管爭奪薩克森失利，但他還是征服了前屬北方邊疆區的東部故土，這片故土在983年的斯拉夫人大起義後就脫離了德意志人的控制。1157年阿爾布雷希特於在這片再被征服的土地上建立了勃蘭登堡侯國。當他於1170年去世時，他的小兒子，伯恩哈德繼承安哈爾特伯爵之位，接管了安哈爾特城堡周圍的阿斯坎尼家族領地，並在皇帝腓特烈·巴巴羅薩廢黜獅子亨利後，最終於1180年成為薩克森公爵。然而，他實際上只能夠統治著薩克森的奥斯特法倫地區，而威斯特法倫和安格利亞地區則落入科隆總主教的控制之下。
1212年伯恩哈德去世，其兒子們瓜分其遺產，這個時候安哈爾特伯國終於誕生。次子阿爾布雷希特一世成為薩克森公爵，而長子亨利一世則以安哈爾特伯爵的身份繼續統治阿斯坎尼家族的領地，而薩克森公爵及其領地從這刻起已經與其他阿斯坎尼家族領地完全脫離。1218年，亨利一世被晉升為親王，並因而成為安哈爾特王室的實質締造者。

### 安哈爾特親王國

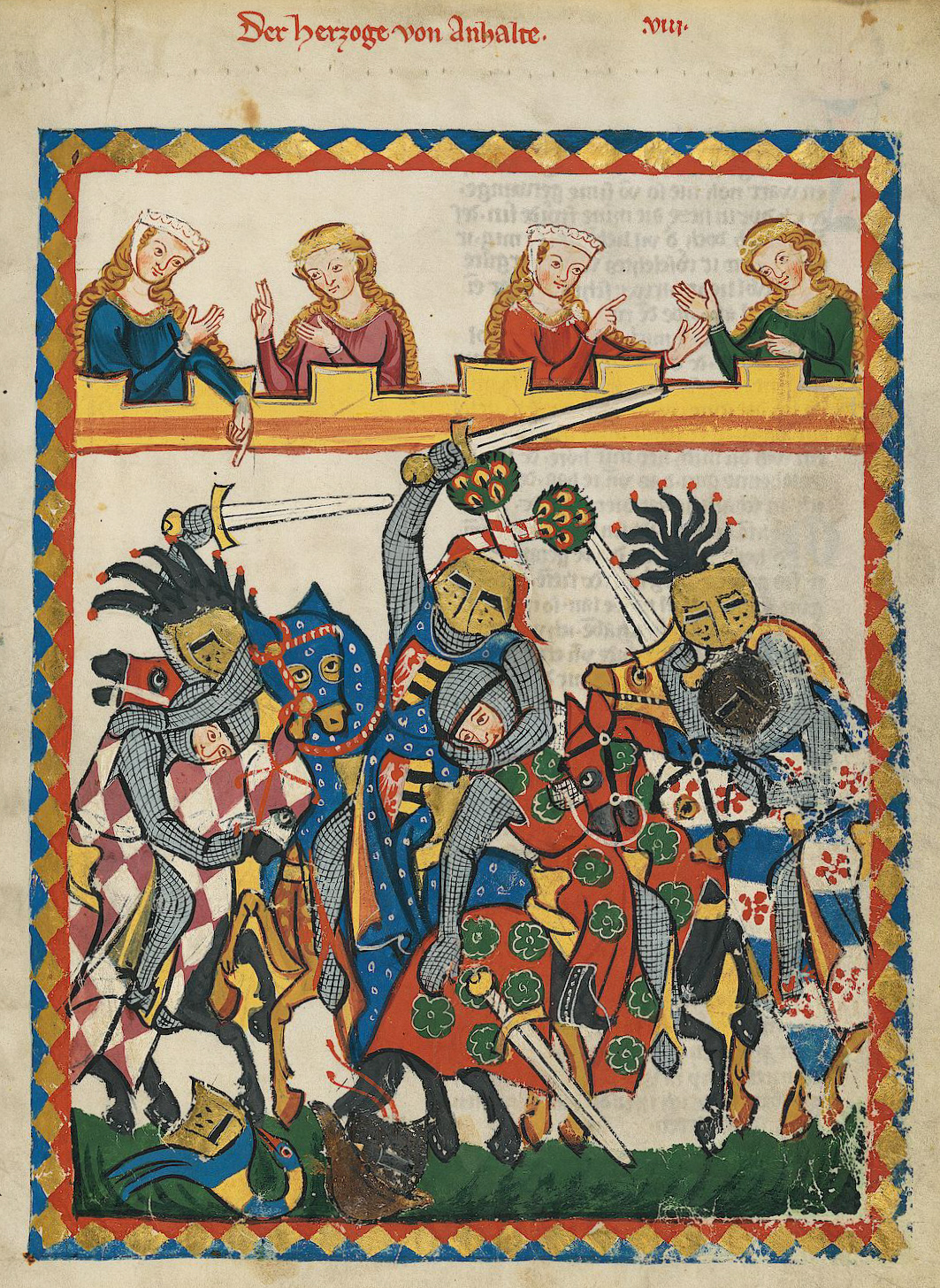
安哈爾特公爵，《馬內塞古抄本》約1305年/1315年

1747年-1793年的安哈爾特親王國

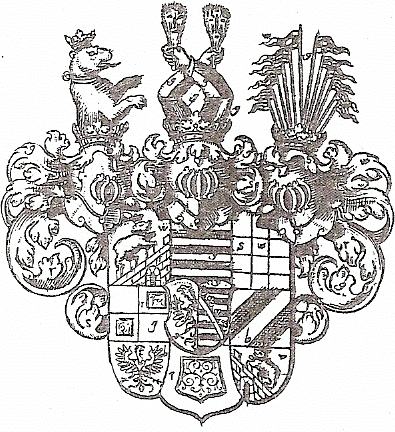
1703年的公國徽章

亨利一世於1252年去世後，他的三個兒子再次瓜分了親王國，分別建立了阿舍斯萊本、貝恩堡和采爾布斯特三個支系。阿舍斯萊本一系最早於1315年消亡，該地區隨後併入鄰近的哈爾伯施塔特主教區，從而將安哈爾特-貝恩堡的領土分割成兩部分。第二個絕嗣的支系是安哈爾特-貝恩堡支系，其最後一位親王於1468年去世，他的領地由當時安哈爾特唯一尚存的支系－安哈爾特-采爾布斯特支系的德紹分支所繼承。在此之前的1396年，采爾布斯特支系的領土已經分裂成德紹和克滕兩個分支。安哈爾特-德紹親王格奧爾格一世在1468年獲得貝恩堡後的三年，即1471年，與安哈爾特-克滕的阿道夫一世簽訂繼承條約，分享安哈爾特-克滕的統治權，格奧爾格一世長子瓦爾德馬六世將領有安哈爾特-克滕領地的半分統治權，作為安哈爾特-克滕的其中一個統治者，而剩餘半分統治權則繼續由阿道夫一世及其後代繼承。1508年，阿道夫一世的兩個兒子，都自稱「采爾布斯特領主」的馬格努斯和阿道夫二世因立志擔任神職人員，都放棄其安哈爾特-克滕的半份繼承權，而之前與他們共同擁有該半分統治權的侄兒菲利普，則早於1500年就逝世無嗣。故此，原屬德紹分支的瓦爾德馬六世就成為了整個安哈爾特-克滕的唯一統治者。所以到了十六世紀初，安哈爾特的統治家族就只剩下德紹和克滕兩支（克滕一支實質亦是於1471年由德紹一支所分出）。
1508年瓦爾德馬六世在統一安哈爾特-克滕治權之後於同年逝世，其子「懺悔者」沃爾夫岡繼任安哈爾特-克滕親王，他亦是世上第二位將宗教改革引入到其國內的君主。1530年，沃爾夫岡是《奧格斯堡信條》的共同簽署人，1547年米爾貝格戰役後，皇帝查理五世對他實施皇室禁制並剝奪了他的領地。但1552年《帕紹和約》簽訂後，沃爾夫岡成功買回了安哈爾特-克滕親王國，但因為無子，他遂在1562年將整個親王國（科斯維希除外）讓給了他的親戚，德紹分支的眾位親王。安哈爾特-德紹親王恩斯特一世（卒於1516年）死後遺留下三名兒子，分別是約翰五世、格奧爾格三世和約阿希姆一世，他們多年來共同統治安哈爾特-德紹，信奉路德教義，因此令路德教義在安哈爾特占主導地位。到了1544年左右，三兄弟正式瓜分了安哈爾特-德紹，除原有德紹分支外還建立了采爾布斯特（第二次分封）和普勒茨考兩個分支。然而，這次分裂證明並不長久，隨著1562年兼併安哈爾特-克滕以及多位統治親王的相繼去世，終使得約翰五世的兒子約阿希姆·恩斯特（采爾布斯特系）得以在1570年統一整個安哈爾特地區。
但這次安哈爾特地區的第一次統一，只是維持了一段相當短的時間，1603年它就已經再次被分裂成安哈爾特-德紹（第二次分封）、安哈爾特-貝恩堡（第二次分封）、安哈爾特-克滕（第二次分封）、安哈爾特-采爾布斯特（第三次分封）和安哈爾特-普勒茨考（第二次分封）幾個細小親王國。
1586年約阿希姆·恩斯特逝世，其五個兒子共同管治安哈爾特直到1603年，由於安哈爾特並未實行長子繼承制，安哈爾特再次分裂成德紹、貝恩堡、普勒茨考、采爾布斯特和克滕五個支系。三十年戰爭期間，安哈爾特親王國遭到蹂躪，安哈爾特-貝恩堡親王克里斯蒂安一世在戰爭初期發揮了重要作用。1635年，安哈爾特的各位親王達成協議，賦予家族中最年長的成員一定的權力，使其能夠代表整個安哈爾特親王國。這種做法可能是因為鑑於當時歐洲政治的動盪，有必要維持安哈爾特家族表面上的團結。
1665年，安哈爾特-克滕家族嫡系絕嗣，根據家族契約，這片地區將由安哈爾特-普勒茨考庶系的兩位共治親王萊布雷希特和埃曼努爾所繼承。兩人最終將普勒茨考讓予安哈爾特-貝恩堡，改為繼承安哈爾特-克滕，並因而將自稱改為安哈爾特-克滕親王。同年，安哈爾特眾親王聯合做出決定，如果將來家族任何一支絕嗣，其土地應均等分配給剩餘的支系。這項安排在1793年安哈爾特-采爾布斯特親王腓特烈·奧古斯特去世後得以實施，采爾布斯特被分配給剩餘的三位親王。這些年間，各親王的政策或許是有意為之，都呈現相當的一致性。曾經有一兩次，加爾文主義受到個別親王的青睞，但總體而言，家族成員仍然忠於馬丁路德的教義。普魯士的崛起為安哈爾特帶來了一個強大的鄰居，而家族所有分支一直長期拖延，但最終都得以確立的長子繼承制度，也最終阻止了親王國的進一步分裂。

### 安哈爾特公國
1806年，拿破崙將安哈爾特-貝恩堡、安哈爾特-德紹和安哈爾特-克滕三個親王國都升格為公國；這個時候，安哈爾特-普勒茨考（1665年改名安哈爾特-克滕）和安哈爾特-采爾布斯特（1793年絕嗣）早已經不復存在。隨著神聖羅馬帝國的解體，這三個公國獲得完全的獨立。隨著1853年克滕支系和1863年貝恩堡支系的滅亡，最終兩個公國的領土併入到安哈爾特-德紹，組成了統一的安哈爾特公國。

## 安哈爾特統治者

19世紀的安哈爾特公國徽章

### 阿斯坎尼家族

#### 阿斯坎尼家族治下安哈爾特的分合
| 安哈爾特伯國 （1030年-1212年） 晉升為: 安哈爾特親王國 （1212年-1252年） |                                             |                                             |                                             |                                           |                              |
| 采爾布斯特 （第一次分封） （1252年-1396年）                             | 采爾布斯特 （第一次分封） （1252年-1396年） | 采爾布斯特 （第一次分封） （1252年-1396年） | 采爾布斯特 （第一次分封） （1252年-1396年） | 貝恩堡 （第一次分封） （1252年-1468年）   | 阿舍斯萊本 （1252年-1315年） |
| 采爾布斯特 （第一次分封） （1252年-1396年）                             | 采爾布斯特 （第一次分封） （1252年-1396年） | 采爾布斯特 （第一次分封） （1252年-1396年） | 采爾布斯特 （第一次分封） （1252年-1396年） | 貝恩堡 （第一次分封） （1252年-1468年）   | 被合併到 哈爾伯施塔特主教區  |
| 克滕 （第一次分封） （1396年-1562年）                                   | 克滕 （第一次分封） （1396年-1562年）       | 德紹 （第一次分封） （1396年-1561年）       | 德紹 （第一次分封） （1396年-1561年）       | 貝恩堡 （第一次分封） （1252年-1468年）   |                              |
| 克滕 （第一次分封） （1396年-1562年）                                   | 克滕 （第一次分封） （1396年-1562年）       |                                             |                                             |                                           |                              |
| 克滕 （第一次分封） （1396年-1562年）                                   | 克滕 （第一次分封） （1396年-1562年）       |                                             | 采爾布斯特 （第二次分封） （1544年-1562年） | 普勒茨考 （第一次分封） （1544年-1553年） |                              |
| 克滕 （第一次分封） （1396年-1562年）                                   | 克滕 （第一次分封） （1396年-1562年）       |                                             |                                             |                                           |                              |
| 克滕 （第一次分封） （1396年-1562年）                                   | 克滕 （第一次分封） （1396年-1562年）       |                                             |                                             |                                           |                              |
| 安哈爾特親王國 （源自安哈爾特-采爾布斯特支系） （1562年-1603年）        |                                             |                                             |                                             |                                           |                              |
| 克滕 （第二次分封） （1603年-1847年）                                   | 普勒茨考 （第二次分封） （1603年-1665年）   | 德紹 （第二次分封） （1603年-1863年）       | 采爾布斯特 （第三次分封） （1603年-1793年） | 貝恩堡 （第二次分封） （1603年-1863年）   |                              |
|                                                                         |                                             | 德紹 （第二次分封） （1603年-1863年）       | 采爾布斯特 （第三次分封） （1603年-1793年） | 貝恩堡 （第二次分封） （1603年-1863年）   |                              |
|                                                                         |                                             |                                             |                                             | 貝恩堡 （第二次分封） （1603年-1863年）   |                              |
|                                                                         |                                             |                                             |                                             | 貝恩堡 （第二次分封） （1603年-1863年）   |                              |
| 安哈爾特公國 （源自安哈爾特-德紹支系） （1863年-1918年）                |                                             |                                             |                                             |                                           |                              |